# أبو كرب أسعد
أبو كرب أسعد بن حسان ملكي كرب الحميري (نحو 350م - 440م): مؤسس وأول ملوك عصر ملوك سبأ وذي ريدان وحضرموت ويَمَنة وأعرابهم في الطود وتهامة. ويعد أبو كرب أسعد من أعظم ملوك سبأ، وأوسعهم ملكاً، وأطولهم عهداً، وأقواهم سلطاناً وهيبة ونفوذاً، وأكثرهم عدَّة وغارات، وأظفرهم كتائب، وأحسنهم نظاماً وعدلاً، وأغزرهم علماً بالفلك، وقد لقبه العرب (أسعد الكامل).وفي عهده انتهجت دولته سياسة توسعية باتجاه شمال شبه الجزيرة العربية، واتسعت حدود مملكته إلى قلب الجزيرة العربية، مع إنشاء حاميات في الحجاز ونجد،عهد بإدارتها إلى قبيلة كندة.
اتصل أبو كرب أسعد بالحكم منذ أيام أبيه ملكي كرب، وكان ظهوره لأول مرة كملك متوج ومشاركاً أبيه اللقب الملكي في وثيقة أركيولوجية من مأرب حوالي العام 375م.وبعد نحو سنة أضيف شقيقه ذرأ أمر أيمن إلى اللقب الملكي، ويعود أقدم نقش ملكي مؤرخ تم العثور عليه لأبي كرب أسعد وشقيقه ذرأ أمر أيمن إلى سنة 487 بالتقويم الحميري الموافق 377م.وفي شهر ذي داون سنة 493 حـ في التقويم الحميري الموافق كانون الثاني/يناير 383م نجد هؤلاء الملوك الثلاثة (ملكي كرب وابنيه أبي كرب أسعد وذرأ أمر أيمن ملوك سبأ وذي ريدان وحضرموت ويمنت) يقدمون الحمد والشكر إلى (رب السماء)، وذلك لقيامهم بأعمال بناء.
بعد وفاة الملك حسان ملكي كرب حوالي العام 385م، انفرد الشقيقان أبو كرب أسعد وذرأ أمر أيمن بالعرش، ولدينا لكل منهما نقشان من أوائل عهدهما، مؤرخة بسنة 387م و 388م. واتسم عهد أبي كرب بالاستقرار الداخلي، وقد تقاسم أبو كرب أسعد وشقيقه ذرأ أمر أيمن مهام إدارة الدولة بينهما مدة، ويظهر من خلال النقوش أن ذرأ أمر أيمن كان مهتما بالشؤون الداخلية والعمران أكثر منه محاربا أو قائداً، وقد ساند شقيقه ولم يكن نداً له. ثم أشرك أبو كرب عددًا من أبنائه بالتدرج، بدءاً من ابنه الأكبر حسان يهأمن، وقام بتوزيع المهام الملكية بين هؤلاء الشركاء.
قام أبو كرب أسعد وابنه حسان بحملات كبيرة بهدف السيطرة على طرق القوافل، وقد نجح في هذا المشروع، واستطاع أن يحكم حتى أواسط الجزيرة العربية، وشجعته تلك الانتصارات أن يوسع لقبه الملكي ليؤكد سلطانه الواسع الذي لم يسبقه فيه ملك من سبأ بلقب "ملك سبأ وذي ريدان وحضرموت ويمنة وأعرابهم في الطود وتهامة" وهو لقب اتخذه في حوالي العام 430 م.وقد عهد أبو كرب أسعد إلى قبيلة كندة إدارة نجد والحجاز وملك عليها حجر بن عمرو الكندي، الذي ذكر اسمه ضمن الملوك إلى جانب أبو كرب. وفي ذلك قال محمد بن حبيب البغدادي:«كان تبع أبو كَرِب لما أقبل يريد العراق، نزل بأرض معد، فاستعمل عليهم حُجر بن عمرو وهو آكل المُرار، فكان يحسن السيرة فيهم».آخر النقوش المؤكدة التي تم العثور عليها للملك أبي كرب أسعد كان في شهر ذي خريف سنة 543 في التقويم الحميري الموافق شهر آب/أغسطس سنة 433 بعد الميلاد، وذكر معه شركاؤه في الملك حسان يهأمن، ومعدي كرب، ومرثد، وشرحبيل يعفر.هناك نقش آخر غير مؤكد مؤرخ بسنة 435م أو 445م وفقاً لرأي كريستيان روبن.
يزعم الأخباريون العرب أن أبو كرب أسعد هو من نشر اليهودية والعقيدة التوحيدية بين اليمانيين، وفي هذا يقول الدكتور جيرمي شيتيكات: «في عهد أبي كرب أسعد أصبحت اليهودية الديانة الرسمية للدولة».وفعلاً وجدت دلالات قوية لليهودية في زمن أبو كرب أسعد، فأحد النصوص تذكر رجلا يدعى "يهودا يكف" يشكر رب السماء الذي خلق كل شيء- رب بني إسرائيل، ويبني معبداً بمباركة الملك ذرأ أمر أيمن.
يظهر أن حكم الملك أبي كرب أسعد كان حكمًا طويلًا، وأنه عمّر طويلًا أيضًا؛ وذلك لأنه كان ملكًا إلى سنة 435م (مؤكد)، وبما أنه كان قد ذكر ملكًا مع والده في سنة 375م، ومع والده وشقيقه سنة 377م، فيكون مجموع حكمه ستين عاماً.وإذا افترضنا أنه كان في حوالي خمسة وعشرين عاماً من عمره يوم ذكر مع أبيه، فيكون عمره إذن يوم وفاته بضع وثمانين عاماً.ويقترح كريستيان روبن أن أبا كرب أسعد ظل ملكاً حتى سنة 440م أو 445م،مستدلاً بعدد من النصوص والمعايير، وعلى ذلك يكون حكمه قد دام 65 عاماً، وربما 70 عاماً، وعمره جاوز تسعين عاماً.

## نسبه
- أبو كرب أسعد بن ملكي كرب بن قيس (ثأران) بن زيد (ذمار علي) بن عمرو ذي الأذعار بن العبد ذي الأشرار بن أبرهة ذي المنار بن الحارث الرائش بن قيس بن صيفي بن سبأ الأصغر بن كعب بن زيد بن سهل بن عمرو بن قيس بن معاوية بن جشم بن عبد شمس بن وائل بن الغوث بن حيدان بن قطن بن عريب بن زهير بن الغوث بن أيمن بن الهميسع بن حمير بن سبأ بن يشجب بن يعرب بن قحطان، هكذا نسبه محمد بن حبيب البغدادي وابن عبد ربه وابن ماكولا وطائفة.[28][29][30]

## أسرته
وفق النقوش المكتشفة حتى الآن، لأبي كرب أربعة أبناء هم: حسان، ومعديكرب، ومرثد، وشرحبيل. وقد شاركه هؤلاء الأبناء الحكم بالتدريج، فأشرك في أول الأمر ابنيه حسان ومعدكرب، ثم أشرك معهما مرثد وشرحبيل. هناك ابن خامس يسمى "حجر أيفع (الأصغر)"، ورد اسمه كملك في عدد من النقوش، ولكن يذهب بعض الباحثين أن حجر ربما هو حجر آكل المرار أخو حسان - وفقا للمصادر العربية.
ذكر ابن الكلبي أربعة أبناء لأبي كرب أسعد، هم: حسان، ومعديكرب، وجهل، وعمرو، وقال: «فولد تبع أسعد أبو كرب تبان بن تبع ملكي كرب: جهل بن تبع أسعد أبي كرب تبان، وولده في خيوان وهي أرض باليمن، وأهلها اليوم في خيوان مـن همدان، وكان تبع أسعد أبو كرب تبان نزلها فشرب وأتي بجارية من أهل صعدة فوقع عليها فاشتملت منه على غلام، فأخبر بذلك، فقال: واجهلاه فسمي جهلاً، فهم اليوم في خيوان. ومعدي كرب بن تبع أسعد أبي كرب تبان، يقال والله أعلم أن سعيد بن قيس الهمداني من بقية ولده، ومن ينسب إليه اليوم هم ابناء الكامل الذين يقطنون محافظة إب (الجعاشن )في اليمن وكما يقال ان بني الكامل في محافظة تعز شرعب وايفوع هم من نسبه. وعمرو موثبان بن تبع أسعد أبي كرب تبان، وثب على أخيه حسان بفرضة نعم، فقتله، فسمي موثبان. وحسان ذو معاهر بن تبع أسعد أبي كرب تبان، الذي قتله أخوه موثبان. فولد حسان ذو معاهر بن تبع أسعد أبي كرب تبان وهو تبع؛ زرعة ذا نواس بن حسان ذي معاهر، فلما تهود سمي يوسف، وهو الذي خد الأخدود بنجران وقتل النصارى».

## مزاعم الإخباريين
يروي الإخباريون العرب أن أبا كرب قصد بلاد الشام، وامتلك دمشق، وأخذ منها كهنة وأحبارا، وعاد يريد اليمن، فمر بمكة، وكسا الكعبة (ويقال أنه أول من فعل ذلك). ولما بلغ اليمن، صارح أهلها بكراهيته للأوثان، وقاوم الوثنية، واتخذ مدينتي مأرب وظفار مقراً له، الأولى للشتاء، والثانية للصيف. وجعل في مأرب مكانا ينشأ فيه أبناء الملوك من حمير، ويتعلمون فيه، كالمدرسة. ثار عليه جماعة من قومه وقتلوه.

### هوامش
1. ↑  الإشارة الأخيرة المتوفرة من خلال اللقب "أبو كرب أسعد ملك سبأ وذو ريدان وحضرموت ويمنة". يعود تاريخها إلى سنة 539 حميري/429م (النقش المؤرخ: MS Šiǧāʿ 1)، أي أن أبو كرب أسعد قام بتعديل لقبه بإضافة الطود وتهامة، بعد هذا التاريخ.
2. ↑  النص الموسم بـ (BynM 17)، يتغير تاريخه اعتمادًا على استعادة السطر الأخير من النص: "إذا احتفظنا بالرقم 5[.]5، فيمكن أن يكون التاريخ 545 أو 555 حميري المقابل 435م أو 445م، وفق رأي كريستيان روبن. مع إستبعاد أن يكون النص بتاريخ 565 حميري حيث أن في ذلك الوقت، كان الملك شرحبيل يعفر حاكماً منفرداً. ويستبعد أيضاً 535 حميري/425م و 525 حميري/415م، حيث من المؤكد أن اللقب الطويل بإضافة الطود وتهامة لم يضاف إلا بعد سنة 539 حميري/429م (النقش المؤرخ: MS Šiǧāʿ 1). وتجدر الإشارة إلى أن النص (BynM 17)، يذكر أبو كرب أسعد و[حـ]سان يهأمن ومـ[عد كرب ينعم]، وقد يكون بعد معد كرب اسم ملك واحد قد سقط من النص بسبب الكسر والتلف الكبير للنقش. ولا يمكن تأكيد أي فرضية في استعادة التاريخ - 435م أو 445م - حتى تؤكد من نقوش أخرى جديدة، تعضد ذلك. وحتى الآن ليس لدينا من الفترة بين عام 434م و 452م، أي نقش مؤرخ لملك بشكل واضح، هناك نصوص، ولكن يعتريها التلف والكسر، مما يصعب أخذها بجدّيّة أو قطعية. "نسخة مؤرشفة". مؤرشف من الأصل في 2023-07-10. اطلع عليه بتاريخ 2023-07-19.{{استشهاد ويب}}:  صيانة الاستشهاد: BOT: original URL status unknown (link)
3. ↑  استدل روبان بعدد من المعطيات، منها النقش الموسوم بـ (BynM 17)، وهو نقش مؤرخ بسنة 5[4]5 أو 5[5]5 حميري. وأيضا بنقش آخر موسوم بـ (Ph 124 a+g) وتاريخه بسنة 549 حميري الموافق 439م، وهو للملك معد يكرب ابن أبو كرب أسعد - الذي حمل لقب ملك فقط - دون إضافة اللقب الطويل - مما يدل أن والده أبو كرب أسعد كان لا يزال على قيد الحياة. "نسخة مؤرشفة". مؤرشف من الأصل في 2023-07-10. اطلع عليه بتاريخ 2023-07-19.{{استشهاد ويب}}:  صيانة الاستشهاد: BOT: original URL status unknown (link)